# Balloch
Balloch är en ort i Storbritannien.   Den ligger i kommunen West Dunbartonshire och riksdelen Skottland, i den nordvästra delen av landet, 600 km nordväst om huvudstaden London. Balloch ligger 14 meter över havet och antalet invånare är 1 743.
Terrängen runt Balloch är kuperad åt sydväst, men åt nordost är den platt. Runt Balloch är det tätbefolkat, med 881 invånare per kvadratkilometer. Närmaste större samhälle är Greenock, 12,4 km sydväst om Balloch. Trakten runt Balloch består i huvudsak av gräsmarker.